# جاك بولج
جاك بولج هو مصمم عطر فرنسي، اشتهر بدوره برئاسة شانيل من 1978 إلى 2015.